# Heinrich Roos (Widerstandskämpfer)
Heinrich Roos (* 21. Dezember 1906 in Wiesbaden; † 30. Oktober 1988 ebenda) war ein deutscher Widerstandskämpfer gegen den Nationalsozialismus und Politiker (CDU und DDP).

## Leben
Heinrich Roos schloss sich in den 1920ern der DDP, dem Reichsbanner Schwarz-Rot-Gold sowie dem Republikanischen Studentenbund an. Er studierte zunächst an der Universität Frankfurt am Main, wurde jedoch auf Grund seiner politischen Betätigungen der Hochschule verwiesen. Er erhielt eine Stelle beim Steueramt in Wiesbaden, wo er jedoch nach der Machtergreifung entlassen wurde. Gegen diese Entlassung klagte er erfolgreich und wurde Mitte 1934 wieder eingestellt. Er begann nun im Widerstand zu wirken und rief den Freundeskreis um Heinrich Roos ins Leben, der Nachrichten sammelte und vor allem Verfolgte jüdischen Glaubens mit Geld- und Sachspenden unterstützte. Es gelang Roos weitestgehend unerkannt zu agieren, obwohl einige seiner Verbindungsgenossen in Haft kamen.
Nach dem Ende des Zweiten Weltkriegs, den Roos als „Nicht-Kriegsverwendungsfähiger“ in Wiesbaden verbrachte, bemühte er sich beim Wiederaufbau zu helfen. Er gründete zunächst den Aufbau-Ausschuss Wiesbaden, der in Wiesbaden die Stadtverwaltung mitaufbaute. Roos war anschließend ein Gründungsmitglied der Christlich-Demokratischen Partei (CDP), einer Vorläuferorganisation der CDU. Als CDU-Mitglied war er vom 1. Mai 1945 bis zum 12. August 1946 Stadtrat. Anschließend wurde er Stadtkämmerer. Am 9. Juli 1954 ging er in den Ruhestand.
Roos wurde 1958 aus der CDU ausgeschlossen, weil er einen Aufruf des Komitees „Kampf dem Atomtod“ unterzeichnet hatte.
Roos verstarb 1988 in Wiesbaden.